# Битва у горы Лонгидо
Битва у горы Лонгидо или сражение у Килиманджаро (Battle of Kilimanjaro) — произошло 3 ноября 1914 года и стало одним из первых столкновений между британской и германской армиями на Восточно-Африканском театре военных действий Первой мировой войны.

## Предыстория
Осенью 1914 года командование войсками на севере Германской Восточной Африки принял капитан Краут, случайно оказавшийся там к началу войны в связи с вопросами по уточнению линии границы с британскими владениями. К ноябрю он с тремя ротами аскари и конной ротой европейцев занял лежащую посреди открытой степи гору Лонгидо к северо-западу от вулкана Килиманджаро.
Командовавший британскими войсками в Восточной Африке Артур Эйткен решил нанести по немцам двойной удар: основные силы должны были высадиться у Танги на приморском конце Северной железной дороги, а вспомогательным ударом мимо Килиманджаро на Неймоши планировалось захватить её другой конец. Для осуществления вспомогательного удара была сформирована группа «C», насчитывавшая 4 тысячи человек индийцев и колониальных волонтёров, называвших себя «Восточно-Африканскими конными стрелками».

## Ход боя
3 ноября 1500 пенджабских стрелков в утреннем тумане двинулись вверх по склону Лонгидо. Быстро развернувшимся немецким ротам удалось охватить фланги противника, и отбросить его перекрёстным огнём. Южнее горы немцами был замечен британский конный отряд и также отброшен. После полудня немецкий конный патруль наткнулся на британскую колонну снабжения и разогнал её, оставив британские войска без воды. Видя, что результатов достичь не удаётся, с наступлением темноты британские офицеры решили отступить.

## Результаты
Поражение от войск вдвое меньших по численности сильно остудило боевой пыл британских колонистов. Успешная защита северной части Германской Восточной Африки позволила немцам долгое время удерживать за собой этот экономически важный регион с большим количеством немецких поселенцев.